# Michael Wesely
Michael Wesely (* 1963 in München, lebt in Berlin) ist ein deutscher Fotograf, der besonders mit seinen extremen Langzeitbelichtungen und selbstgebauten Fotoapparaten (Lochkameras) Beachtung gefunden hat.

## Werke
Mit seinen extremen Langzeitbelichtungen hat Michael Wesely, Absolvent der Bayerischen Staatslehranstalt für Photographie und der Akademie der Bildenden Künste in München, einen eigenen Weg gefunden, Veränderung darzustellen. In einem Bild erfasst er Prozesse, die sich über Zeiträume von vielen Stunden bis hin zu Jahren erstrecken. Der „Zwischenstand“, in dem das Motiv am längsten verweilt, hat den größten Anteil am Bild. Mit der fotografischen Registrierung eines langen Zeitraumes mit einer Plattenkamera erschafft er ein überzeitliches Bild der Realität, „macht die Zeit als Medium des Verschwindens sowie das Verschwinden der linearen Zeit selbst sichtbar.“ Auf diese Weise gelingen beeindruckende Studien der Entwicklung von Tulpen in einer Vase vom Aufgehen der Knospen bis zum Verwelken oder vom Bau oder Abriss ganzer Gebäude. Auf dem Potsdamer Platz dokumentierte Wesely die Bauarbeiten auf dem Areal von DaimlerChrysler mit Belichtungszeiten von bis zu 26 Monaten.
In den Jahren 2001 bis 2004 fotografierte er den Prozess des Umbaus des Museum of Modern Art in New York. 
Über die Jahre 2003 bis 2010 entstanden Michael Weselys und Lina Kims Fotos von Brasília, belichtet jeweils von Sonnenauf- bis Sonnenuntergang. Präzise nahmen sie mit diesem Projekt auch die repräsentativen, zu Architekturikonen gewordenen Gebäude von Oscar Niemeyer in ihren Fokus. Daneben werteten sie historisches, auch bis dahin unveröffentlichtes Bildmaterial aus verschiedenen Stadt- und Zeitungsarchiven der auf zuvor völlig freier Landschaft gebauten, 1960 eingeweihten brasilianischen Hauptstadt aus. Rund 300 Prints, die den Bauprozess dokumentieren, zeigten Wesely und Kim in Ausstellungen in Kiel und Ulm. 1500 dieser zwischen 1958 und 1964 entstandenen, von ihnen farblich rekonstruierten Fotos veröffentlichten sie in einem in Brasilien erschienenen Bildband.
Von 17. April 2015 bis 11. April 2016 hielt Wesely dann den Wandel der Lichtverhältnisse in der Casa de Vidro von Lina Bo Bardi in São Paulo fest, ein weiteres Beispiel für Brasiliens moderne Architektur des 20. Jahrhunderts, wobei dieses Haus in den sehr engen Dialog mit der umgebenden Vegetation tritt.
Für das Kunstgewerbemuseum Berlin setzte Wesely im Jahr 2018 Möbel in Szene, die Ludwig Mies van der Rohe 1932 für das Landhaus Lemke in Berlin-Weißensee entworfen hat. Die Serie trägt den Titel Doubleday. Er hat dafür historische Fotografien von der Innenausstattung von Haus Lemke mit aktuellen Aufnahmen des Hauses zu einem Bild verschmolzen, in dem Raum und Zeit genauso wie verschiedene Lichtstimmungen von damals und heute ineinander übergehen.
Die fünf Jahre der Sanierung der Neuen Nationalgalerie Berlin, einer Architektur von Ludwig Mies van der Rohe, verfolgte er mit vier Kameras, die, jede in eine andere Himmelsrichtung ausgerichtet, an der Decke des Gebäudes installiert waren und täglich zwischen 360 und 730 Aufnahmen mit einer Belichtungsdauer von 90 Sekunden aufnahmen. Die so entstandenen Bilder von der Metamorphose des 2021 wiedereröffneten Bauwerks sind heute Teil der Ständigen Sammlung der Neuen Nationalgalerie.
Seine Werke finden sich außerdem unter anderem im Museum of Modern Art in New York, dem Kunstmuseum Bonn, der Staatsgemäldesammlung Moderne Kunst in München oder der Sammlung der Städtischen Galerie im Lenbachhaus und Kunstbau München.
In der Serie Inside Art brachte der Nachrichtensender ntv 2022 die Dokumentation Michael Wesely – Zauberer der Zeit von Wolfram Kons heraus.
2023 ist Weselys bei Steidl erschienenes Buch The Camera was Present 2010-2020 mit dem Deutschen Fotobuchpreis ausgezeichnet worden.
Michael Wesely war Mitglied des Deutschen Künstlerbundes.
Er ist mit der brasilianischen Künstlerin Lina Kim (* 1965) verheiratet.

## Werdegang (Auswahl)
- 1986–88: Bayerische Staatslehranstalt für Photographie, München
- 1988, 1990: Sommerakademie für Bildende Kunst Salzburg.
- 1990: Einzelausstellung Lochkamera-Portraits
- 1992: Einzelausstellung Salzburg 1990
- 1992: 1. Ronneburger Symposium Bildender Künstler
- 1994: Einzelausstellungen Reisezeit, Camera obscura
- 1995: 43. Ausstellung des Deutschen Künstlerbundes, Bundeskunsthalle, Bonn[10]
- 1995: Förderpreis für Fotografie der Landeshauptstadt München
- 1988–94: Studium an der Akademie der Bildenden Künste München
- 1995: DAAD-Stipendium für Holland, Förderpreis der Landeshauptstadt München
- 1996: Arbeitsstipendium der Stiftung Kunstfonds, Bonn
- 1999: USA-Stipendium des Freistaates Bayern
- 2002: Teilnahme an der 25. São Paulo Biennale
- 2003: Beginn gemeinsamer Projekte mit Lina Kim
- 2004: Open Shutter, Museum of Modern Art, New York
- 2005: Neuerwerbungen der Nationalgalerie, Hamburger Bahnhof, Berlin
- 2005: Arquivo Brasília, Havanna Biennale, Kuba (mit Lina Kim)
- 2005: Arquivo Brasília, Teatro Nacional, Brasília (mit Lina Kim)
- 2007: Stilleben, Gemeentemuseum Den Haag
- 2008: Lead Award Bronze in der Kategorie »Architektur- und Still-Life-Fotografie des Jahres« mit Süddeutscher Zeitung Magazin für »Wie die Zeit vergeht«, #17/2007
- 2010: Time Works, Galerie Nusser & Baumgart, München
- 2011: Archiv Utopia, Kunsthalle zu Kiel (mit Lina Kim)
- 2012: Brasília, Stadthaus Ulm (mit Lina Kim)
- 2014: The Epic View, Mies van der Rohe Haus, Berlin[11]
- 2015: Langzeitaufnahmen / Bau des Humboldt-Forums, Bertelsmann Repräsentanz, Berlin[12]
- 2016: Goethe-Institut Mexico: Deutschlandjahr in Mexiko. Michael Wesely vertrat zusammen mit Candida Höfer, Anja Jensen, Hans Peter Kuhn und Gregor Schneider den Bereich der zeitgenössischen bildenden Kunst Deutschlands[13]
- 2018: Von Haus zu Haus – Möbel, Mobilien und Möglichkeiten. Ludwig Mies van der Rohe im Kunstgewerbemuseum Berlin mit der Fotoserie Doubleday von Michael Wesely
- 2019: The Camera was present. Grisebach Düsseldorf[14]
- 2019: No Photos on the Dance Floor! Berlin 1989 – Today. Gruppenausstellung im C/O Berlin zur Dokumentation der Berliner Clubszene seit dem Fall der Mauer
- 2019: 1:100 Past and Present. Mies van der Rohe Pavillon Barcelona[15]
- 2023: Anthologies Visuelles. Goethe-Institut Bordeaux[16]
- 2023: Michael Wesely - Immer die Zeit. Fotografische Archäologie. Kunstverein Freunde Aktueller Kunst e.V., Zwickau
- 2023: Michael Wesely: Paris – Munich. Galerie Esther Woerdehoff, Paris[17]
- 2024: Michael Wesely: Berlin 1860-2023. Museum für Fotografie, Staatliche Museen Berlin[18]
- 2024: Visual Archeologies (1978-2024). Alte Brennerei, Klosterbauhof, Kunstverein Ebersberg
- 2025: Bilder über Bilder von Michael Wesely. Papierhalle des Wasmuth Verlags, Berlin.[19]

## Veröffentlichungen (Auszug)
- American Landscape, Storms, 2000. ISBN 3-927533-26-2.
- New York 1995: Vertical (mit Martina Fuchs), Storms, 1996. ISBN 3-927533-14-9.
- Kleiner Ausflug, Kunstverein Rosenheim, 2003. ISBN 3-9808555-7-0.
- Open Shutter Project, The Museum of Modern Art, New York, 2004. ISBN 0-87070-682-9.
- Ostdeutschland, Verlag der Buchhandlung Walther König, Köln 2004. ISBN 3-88375-849-3.
- Die Erfindung des Unsichtbaren, Fotohof edition, 2005. ISBN 3-901756-55-8.
- Stilleben 2001–2007, Schirmer/Mosel, 2007. ISBN 978-3-8296-0305-8.
- Time Works, Schirmer/Mosel, 2010. ISBN 978-3-8296-0513-7.
- Lina Kim / Michael Wesely: Arquivo Brasília. Cosac Naify, São Paulo 2010 (en) ISBN 978-85-7503-924-3
- Anette Hüsch (Hrsg.): Archiv Utopia. Das Brasília-Projekt von Lina Kim und Michael Wesely. Kehrer, Heidelberg Berlin 2011, ISBN 978-3-86828-221-4 (dt-en)
- Portraits 1988-2013. Distanz Verlag, Berlin 2013, ISBN 978-3-95476-043-5 (dt-en)
- Verein der Freunde und Förderer des Mies van der Rohe Hauses e.V.: Michael Wesely. The Epic View. Form + Zweck, Berlin 2015. (Begleitband zur Ausstellung)
- Neue Nationalgalerie 160401_201209. Mit Texten von Bernd Gruber, Joachim Jäger, Alexander Schwarz und Thomas Weski. Hatje Cantz, Berlin 2021, ISBN 978-3-7757-5033-2 (dt-en)

- The Camera war Present. 2010–2020. Steidl Verlag, Göttingen 2022. ISBN 978-3-95829-865-1[20]
- Evelyn Wöldicke, Barbara Nierhoff-Wielk (Hrsg.): im Atelier Liebermann: Michael Wesely, Visual archaeologies 1943 – 2022. Mit Beiträgen von Wulf Herzogenrath, Barbara Nierhoff-Wielk, Peter-Klaus Schuster und Evelyn Wöldicke. Verlag der Buchhandlung Walther König, Köln 2022. ISBN 978-3-7533-0225-6
- Bilder über Bilder. 80 Jahre Kriegsende. Berlin 1945-2025. Wasmuth, Berlin 2025. ISBN 978-3-80303-417-5